# اندری کیکات
اندری کیکات (اوکراینی: Андрій Ярославович Кікоть؛ زادهٔ ۱۷ ژوئن ۱۹۸۴) بازیکن فوتبال اهل اوکراین است.
از باشگاه‌هایی که در آن بازی کرده‌است می‌توان به باشگاه فوتبال کارپاتی لویو اشاره کرد.